# Абдурашидханов, Мунаввар Кары
Мунаввар Кары Абдурашидханов (узб. Munavvar Qori Abdurashidxonov / Мунаввар Қори Абдурашидхонов, 1878, Ташкент, Туркестанское генерал-губернаторство, Российская империя — 23 мая 1931, Москва, РСФСР, СССР) — узбекский просветитель, стоял у истоков становления национальной прессы, национальной новометодной школы, узбекского национального театра, писатель и поэт.
Один из лидеров национально-просветительского движения джадидов и руководитель организации Шура-и-Ислам в Туркестане.

## Биография

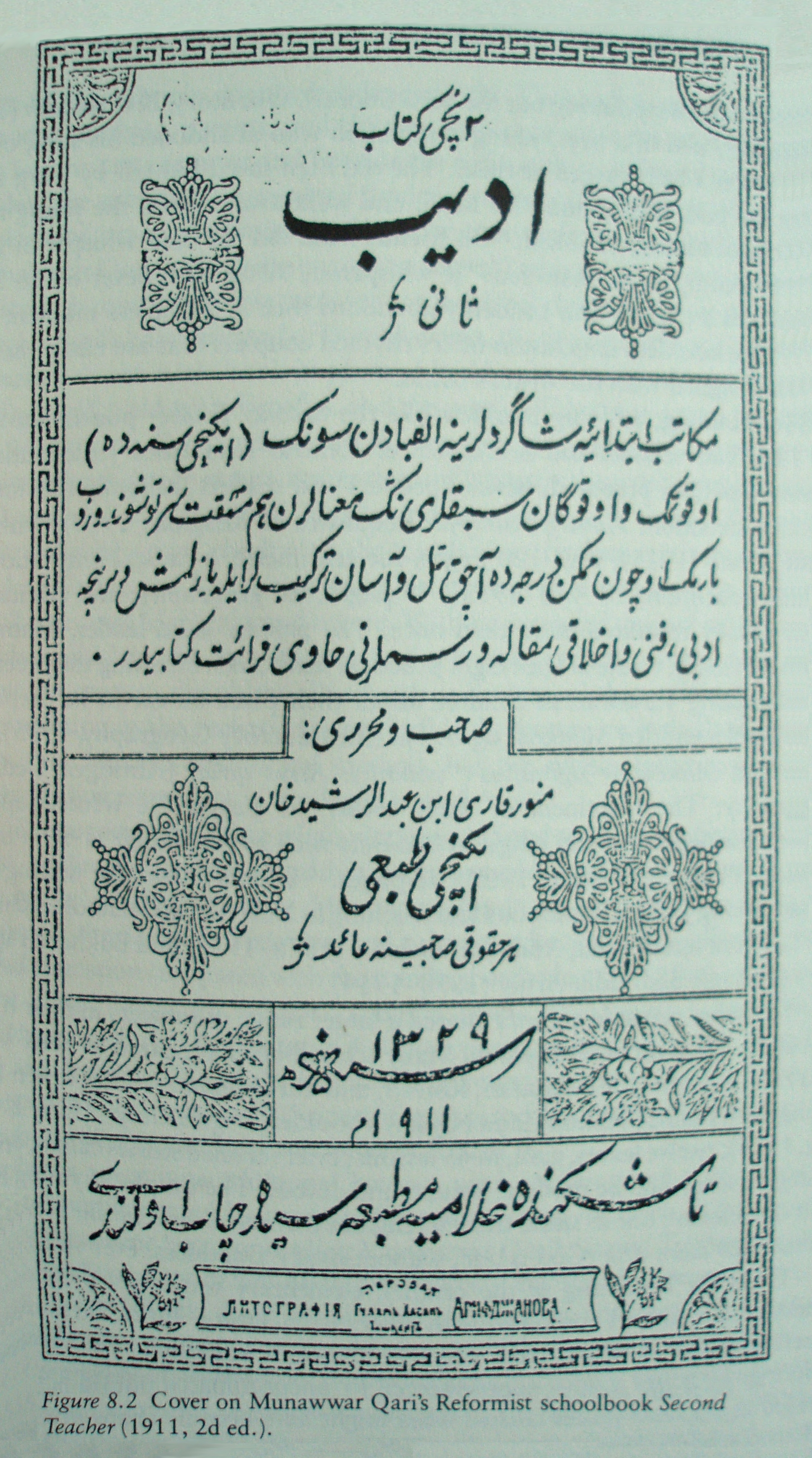
Обложка издания «Адиб-и соний» Мунаввара Кары Абдурашидханова

Мунаввар Кары Абдурашидханов родился в 1878 году в ташкентской махалле Дархан в даха Шейхантаур, в интеллигентной семье. Его отец, Абдурашидхан был сыном мударриса Сотиболдихона, а мать Хосият — дочерью мударриса Хонхужи Шорахимхужи. Был третьим сыном в семье, старшие братья Агзамхан (1872—1919) и Муслимхан (1875—1954) были учителями. В раннем возрасте остался без отца и воспитывался матерью. Учился декламации и таджвиду у известного учителя своего времени Усмана Домлы и знал наизусть Коран. С 1885 по 1890 годы учился в медресе Мири Араб в Бухаре, но не завершив обучения вернулся в Ташкент, чтобы работать имамом и учителем. Продолжил обучение в медресе Эшонкули додхох.
С конца XIX века начал принимать активное участие в движении джадидов. В 1901 году открыл новометодную школу, к которой самостоятельно подготовил специальную учебную программу и написал учебники. Школа была открыта в доме Мунавара Коры, но затем он открыл несколько школ по всему Ташкенту. Первый учебник для новометодных школ названный «Адиби аввал» (Первый учитель, 1907), был посвящён основам обучения грамматике и алфавиту. Второй учебник «Адиби соний» (Второй учитель, 1907) переходил к методике обучения чтению и письму, часть учебника была также посвящена основам семейных взаимоотношений. Был также подготовлен учебник по математике «Усули хисоб» (1911). Эти учебные пособия становятся основными учебниками в новометодных школах. Впоследствии написал ещё ряд учебников: «Тарихи кавм турк», «Таджвид» (1911), «Хавоийжи диния» (свод религиозных правил на узбекском языке), «Тарихи анбиё», «Тарихи исломия» (1912), «Ер юзи» (География, 1916—1917).
Новометодные школы коренным образом отличались от старых школ, одновременно с естественнонаучными предметами в них практиковалось глубокое религиозное обучение. В 1911 году Мунаввар Кары перешёл к осуществлению своей методики шестилетней школьной программы. На своих уроках он пропагандировал среди учеников идею национального освобождения. Мунаввар Кары был убеждён, что для изменения мировоззрения людей необходимо коренное преобразование старой школы. В своих статьях и учебниках он подчёркивал важность образования и воспитания для формирования всесторонне развитой личности. До Мунаввара Кары у новометодных школ не существовало единого учебника и просветители действуя каждый сам по себе использовали для обучения в основном написанные ими самими учебные пособия, он впервые ввёл в преподавание предмет «Географию», при этом проделав огромную работу по замене существовавших до него арабских, персидских и русских терминов, обозначающих названия стран, городов, рек и океанов, а также времён года, на узбекский язык. Для своей программы обучения составил хрестоматию «Сабзазор» (1914), куда включил произведения прогрессивных узбекских поэтов: Ками, Хислата, Суфизаде, Хамзы и других авторов.
С 1904 года Мунаввар Кары начал активно участвовать в общественной и культурной жизни края. С 1906 года он был литературным сотрудником газет «Урта Осиёнинг умргузорлиги, тараккий» и «Тараккий» (Прогресс), которую выпускал вместе с Абдуллой Авлони и татарским общественным деятелем Исмаилом Габитовым. В том же году основал газету «Хуршид» в которой работал издателем и редактором. Был идейным руководителем газет «Шухрат» (1907), «Тужжор» (1907), «Осиё» (1908), где также занимал должности литературного сотрудника, заместителем главного редактора газеты «Садойи Туркистон» (1914—1915), негласным редактором журнала «Ал-ислох» (1915—1917), главным редактором газет «Наджот» и «Кенгаш» (1917). Мунаввар Кары был организатором, основателем и председателем различных обществ и объединений: «Жамияти Имдодия» (1909), «Турон» (1913), «Туркистон кутубхонаси» (1914), «Умид» (1914), «Мактаб» (1914), «Кумак» (1921). 
Помимо общественной работы вёл активную политическую деятельность. С 1917 по 1924 годы участвовал в нескольких политических движениях: «Шура-и-Ислам», «Турк адам марказият», «Иттиход ва тараккиёт», «Миллий иттиход» (Национальное объединение, 1918), «Нашри маориф». За свои политические взгляды был несколько раз арестован колониальными властями. Был сторонником светского демократического государства, не отрицающего свободу совести. Опубликовал ряд статей со своими политическими взглядами, где особое внимание было уделено вопросам отношений человека и общества, религии и религиозности, морали, колониализма и свободы, государственного управления. Так в 1906 году в первом номере газеты «Тараккий», он напечатал статью «Наше невежество», которая стала программной для движения джадидов. В 1917 году поддержал Туркестанскую автономию в Коканде. В этом же году участвовал как представитель Туркестана на первом общеказахском курултае в Оренбурге.
Мунаввар Кары стоял у истоков узбекского национального театра, в котором он видел средство демонстрации и исправления «испорченности привычек». В 1913 году, с группой единомышленников в которую входили Абдулла Авлони и Тавалло, он создал труппу под названием «Турон», просуществовавшую с 1914 по 1924 годы. 27 февраля 1914 года в Ташкенте в здании бывшего театра «Колизей» Мунаввар Кары торжественно открыл первый национальный театр, первой постановкой нового театра стал спектакль по пьесе М. Бехбуди «Падаркуш» в исполнении труппы «Турон».
В апреле 1918 года был назначен на пост ректора Туркестанского народного университета. В 1918 году основал научно-просветительское общество «Турк учоги». В разное время был заведующим тюркским отделением Наркомпроса Туркестанской АССР (1918), инспектором просвещения города Ташкента, делегатом и членом комитета Конгресса народов Востока (1920, Баку), заведующим отдела Наркомпроса Бухарской ССР (1920—1921), заведующим отделом социального воспитания Ташкента (1921), председателем Академического центра (1922), преподавателем школы имени Навои, педагогического техникума имени Нариманова, женского педагогического института (1923—1925), научным сотрудником музея Самарканда, ответственным секретарём Ташкентско-Ферганского отделения Комитета охраны памятников Узбекистана (1927—1928). С 1925 по 1926 годы работал над четырёхтомным изданием «Урок узбекского языка» (совместно с Шорасулом Зуннуном и Каюмом Рамазоном) выдержавшего несколько переизданий.
Воспитал целую плеяду узбекских деятелей культуры, литераторов, учёных, таких как Хамза, Эльбек, Айбек, Акмаль Икрамов, Абдулхай Таджиев, Салимхон Тиллахонов, Каюм Рамазон, Бахром Хайдарий, Маннон Уйгур.

## Арест и смерть
Арестован 6 ноября 1929 года по обвинению в «участии в контрреволюционной организации и антисоветской агитации». Больше года содержался под стражей. Коллегией ОГПУ 25 апреля 1931 года приговорен к расстрелу. Расстрелян в Бутырской тюрьме и погребён на территории Ваганьковского кладбища. 16 января 1989 года реабилитирован.
В 2020 году, указом президента Узбекистана Шавката Мирзиёева, Мунаввар Кары Абдурашидханов был посмертно награждён орденом «Буюк хизматлари учун».